# Епархия Тешкоко
Епархия Тешкоко (лат. Dioecesis Hueiutlensis) — епархия Римско-Католической церкви с центром в городе Тешкоко, Мексика. Епархия Тешкоко входит в митрополию Тлальнепантлы. Кафедральным собором епархии Тешкоко является церковь Непорочного зачатия Пресвятой Девы Марии.

## История
30 апреля 1960 года Римский папа Иоанн XXIII издал буллу «Caelestis civitas», которой учредил епархию Тешкоко, выделив её из архиепархии Мехико.
В следующие годы епархия Тешкоко передала часть своей территории новым церковным структурам:
- 3 января 1964 года — епархии Тлальнепантлы (сегодня — Архиепархия Тлальнепантлы);
- 5 февраля 1974 года — епархиям Куаутитлана и Нецауалькойотля;
- 28 июня 1995 года — епархии Экатепека;
- 3 декабря 2008 года — епархии Теотихуакана

## Ординарии епархии
- епископ Francisco Ferreira Arreola (1.08.1960 — 13.12.1977)
- Magín Camerino Torreblanca Reyes (18.04.1978 — 28.05.1997)
- епископ Carlos Aguiar Retes (28.05.1997 — 5.02.2009) — назначен архиепископом Тлальнепантлы
- епископ Juan Manuel Mancilla Sánchez (18.06.2009 — по настоящее время)

## Источник
- Annuario Pontificio, Ватикан, 2005
- Bolla Caelestis civitas, AAS 53 (1961), p. 20  (лат.)